# Камерон (Нью-Йорк)
Камерон (англ. Cameron) — місто (англ. town) в США, в окрузі Стубен штату Нью-Йорк. Населення — 899 осіб (2020).

## Демографія
Згідно з переписом 2010 року, у місті мешкало 945 осіб у 352 домогосподарствах у складі 258 родин. Було 483 помешкання
Расовий склад населення:
| - 97,6 % — білих - 0,8 % — чорних або афроамериканців - 0,3 % — корінних американців |

До двох чи більше рас належало 1,3 %. Частка іспаномовних становила 1,2 % від усіх жителів.
За віковим діапазоном населення розподілялося таким чином: 24,6 % — особи молодші 18 років, 61,4 % — особи у віці 18—64 років, 14,0 % — особи у віці 65 років та старші. Медіана віку мешканця становила 40,1 року. На 100 осіб жіночої статі у місті припадало 106,8 чоловіків;  на 100 жінок у віці від 18 років та старших — 109,7 чоловіків також старших 18 років.
Середній дохід на одне домашнє господарство  становив 59 543 долари США (медіана — 43 500), а середній дохід на одну сім'ю — 67 465 доларів (медіана — 47 708). Медіана доходів становила 44 432 долари для чоловіків та 41 500 доларів для жінок. За межею бідності перебувало 25,5 % осіб, у тому числі 51,3 % дітей у віці до 18 років та 17,4 % осіб у віці 65 років та старших.
Цивільне працевлаштоване населення становило 335 осіб. Основні галузі зайнятості: освіта, охорона здоров'я та соціальна допомога — 23,9 %, виробництво — 20,9 %, роздрібна торгівля — 8,4 %, будівництво — 8,4 %.